# Jóhann Hjartarson
Jóhann Hjartarson (8 de fevereiro de 1963) é um jogador de xadrez da Islândia com diversas participações nas Olimpíadas de xadrez. Hjartarson participou da edição de Salónica (1984), Dubai (1986), Salónica (1988), Novi Sad (1990), Manila (1992), Moscou (1994), Yerevan (1999) e Salónica (2006) sendo seu melhor resultado o sétimo lugar em 1990. Participou também do torneio interzonal de Szirák (1987) o qual terminou em segundo lugar e se qualificou para o Torneio de Candidatos de 1989. Hjartarson venceu Victor Korchnoi nas oitavas de final e perdeu para Anatoly Karpov nas quartas.